# 安琦
安琦（1981年6月21日—），生於辽宁大连，中国足球运动员，曾效力于大连实德及厦门蓝狮等球队，入选过国家队。
1998年效力于大连毅腾青年队，翌年转会广州松日，一年后重返大连效力大连实德期間3次夺得甲A联赛冠军。
2001年7月入选米卢蒂诺维奇执教的中国国家足球队，备战并参加世界杯亚洲区十强赛，与队友合作以八战六胜一平一负的成绩，获得进军世界杯决赛圈资格。基于他优秀的表现，同年被国家体育总局授予体育运动一级奖章。2002年，安琦在世界杯小组赛并未获得出场机会。
2004年，他遭到大连实德下放预备队，继而被“清洗”而被租借到了实德系在中甲比赛的大连长波。
2006年转会厦门蓝狮，球队降级解散后，于2008年初加盟长春亚泰。但是由于之前膝盖韧带断裂，他自费去比利时进行手术，缺席了整年的比赛。
2010年赛季结束后，安琦在长春亚泰退役。安琦退役后从事经济作物种植与销售等工作，2022年5月起在石家庄功夫足球俱乐部担任守门员教练。

## 外部連結
- 安琦 – FIFA國際賽競賽紀錄 (存檔)